# Ямалетдинов, Мавлетбай Байгильдеевич
Мавлетбай Байгильдеевич Ямалетдинов(5 марта 1947 — 8 ноября 2020) — башкирский поэт, писатель, журналист, педагог, общественный деятель, редактор, сценарист. Лауреат литературной премии имени М. Муртазина. Заслуженный деятель искусств Республики Башкортостан (1993). Член Союза писателей БАССР (1983).
Автор года по версии журнала «Ватандаш» (2014).

## Биография
Маулит Ямалетдин (Мавлетбай Байгильдеевич Ямалетдинов) родился 5 марта 1947 года в деревне Аслаево Учалинского района БАССР. По паспорту день рождения записано 5 марта.
Учился в Казаккуловской восьмилетней школе, в Уфимском музыкальном педагогическом училище.
Получив музыкальное образование, Маулит Ямалетдин работал преподавателем музыки в Баймакской школе-интернате. Служил в армии.
Отслужив, вернулся в Зауралье и преподавал музыку в школе-интернате города Сибая. Затем стал директором Старо-Сибайской детской музыкальной школы. С 1977 по 1984 годы Маулит Ямалетдин работал директором музыкальной школы посёлка Уральск Учалинского района.
В 1987 году окончил высшие литературные курсы в Москве, в 2001 году — экстернатуру Башкирского государственного университета (ныне Уфимский университет науки и технологий). Работал в области журналистики (зам. главного редактора журнала «Ватандаш»). С 1991 года Маулит Ямалетдин работал ответственным секретарём Учалинской писательской организации, в 1997—2001 годах — заведующий отделом Секретариата Государственного Собрания Республики Башкортостан.
В настоящее время Маулит Ямалетдин живёт в Учалах, возглавляет Учалинскую писательскую организацию, председатель объединения творческих сил Зауралья «Кунгур буга».
Первый его поэтический сборник «Иремель» был издан в 1978 году. Пишет стихи, сказки, повести, участвует в республиканских состязаниях сэсэнов.
Снялся в фильме режиссёра Айсыуака Юмагулова «Ночью можно».
В 2013 году вышел фильм «Песнь души», автором сценария которого выступил Маулит Ямалетдинов.
19 апреля 2014 года в Магнитогорске принял участие в «Днях башкирской литературы» в рамках Года Культуры Российской Федерации.

## Награды и звания
Заслуженный деятель искусств Республики Башкортостан
Литературная премия имени М.Муртазина

## Произведения
Маулит Ямалетдин написал двадцать книг.
Поэтический сборник «Иремель» (1978).
Книга стихов и сказок «Лунная девушка», «Утренняя звезда», «Птица Хомай», «Вербы», «Здравствуй, синева!».
Эпосы-дастаны «Последний из Сартаева рода», «Кюль-тегин», поэма-эпос «Васильковоглазая».
Историческая повесть «Не нашёл путей спасения».
В произведении «Круг» описана жизнь легендарного Кубагуш-сэсэна.

## Семья
Отец — Байгильде Ямалетдинович, мать — Насиха Газзаловна, супруга — Марьям Зайнетдиновна. Дети: Ильшат, Азамат, Зубаржат.